# Heather Zar
Heather Zar (* 21. April 1962 in Johannesburg) ist eine südafrikanische Kinderärztin und Professorin für Pädiatrische Pulmonologie. Sie leitet die Abteilung für Pädiatrie und Kindergesundheit an der Universität Kapstadt und ist Leiterin des Red Cross War Memorial Children’s Hospital sowie der MRC Unit on Child & Adolescent Health. Zars Forschung zielt auf die Verbesserung der Lungengesundheit von Kindern, insbesondere im Zusammenhang mit Krankheiten wie Pneumonie, Tuberkulose, Asthma und HIV-assoziierten Lungenerkrankungen.

## Leben
Zar studierte Medizin an der Witwatersrand-Universität in Johannesburg. Während ihres Studiums engagierte sie sich sozial und wirkte bei der Gründung von Kliniken für benachteiligte Menschen mit. Ihre pädiatrische Ausbildung absolvierte sie am Chris Hani-Baragwanath Hospital, wo sie insbesondere durch die Konfrontation mit den gesundheitlichen Folgen von Armut und der Ungerechtigkeit des Apartheid-Systems geprägt wurde. In den späten 1980er-Jahren spezialisierte sie sich in pädiatrischer Pulmonologie am Long Island Jewish Medical Center und anschließend am Columbia University Medical Center in New York. Nach dem Ende der Apartheid kehrte sie mit ihrem Ehemann Dan Stein nach Südafrika zurück. Im Jahr 2000 wurde sie an der Universität Kapstadt mit einer Dissertation über Lungenentzündungen bei HIV-infizierten Kindern promoviert.

## Wirken
Zar arbeitet seit 1994 am Red Cross War Memorial Children’s Hospital, dem größten Kinderkrankenhaus im südlichen Afrika mit etwa 25.000 Einweisungen jährlich. Sie entwickelte eine kostengünstige Asthma-Inhalationshilfe aus einer umgebauten 500-ml-Plastikflasche, die heute weltweit im Einsatz ist und Teil der Global Initiative for Asthma Guidelines wurde.
Ein weiterer Forschungsschwerpunkt von Zar ist die Kinderpneumonie, insbesondere in Verbindung mit HIV und Tuberkulose. Sie entwickelte diagnostische Verfahren wie die induzierte Sputum-Gewinnung zur besseren Tuberkulose-Diagnose bei Kindern, welche globale Behandlungsstandards nachhaltig beeinflusste. Ihr Team zeigte, dass prophylaktische Maßnahmen wie die Gabe von Cotrimoxazol und Isoniazid bei HIV-infizierten Kindern die Rate schwerer bakterieller Infektionen und Tuberkulose signifikant verringern.
Besonders nennenswert ist ihre Leitung der Drakenstein Child Health Study, einer großangelegten Geburtskohortenstudie, die etwa 1000 Mutter-Kind-Paare in Südafrika zum besseren Verständnis früher gesundheitlicher Einflüsse auf Kinder über viele Jahre begleitet. Dieses Projekt untersucht Faktoren wie Ernährung, mütterliche Gesundheit und psychosoziale Bedingungen und deren Auswirkungen auf kindliche Gesundheit und chronische Krankheiten wie Asthma.
Zar gilt als Fürsprecherin sozialer Gerechtigkeit und setzt sich für besseren einen besseren Zugang zur Gesundheitsversorgung in ressourcenarmen Regionen ein. Sie setzte zur Ausbildung pädiatrischer Fachkräfte aus mehreren afrikanischen Ländern das African Pediatric Fellowship Program auf.
Ihre Leistungen wurden durch zahlreiche Preise anerkannt, darunter der World Lung Health Award der American Thoracic Society 2014, den sie als erste Afrikanerin und erste pädiatrische Fachkraft erhielt, sowie der European Respiratory Society’s Lifetime Achievement Award im Jahr 2023. Sie ist zudem Trägerin des UNESCO-L’Oréal-Preises.